# Common Gateway Interface
Em informática, Common Gateway Interface (CGI, sigla em inglês para Interface Comum de Ligação) é uma especificação de interface para que servidores web possam executar programas na linha de comandos em um servidor que gera páginas web dinâmicas. Estes programas são chamados scripts CGI ou simplesmente CGIs. Assim um navegador passa parâmetros através do script CGI para um programa executado em um servidor web, e assim gera a página web depois de processar tais scripts. Geralmente estes scripts CGI são executados no momento da requisição e geram o HTML para o navegador exibir.
Em resumo, uma requisição HTTP GET ou POST do cliente pode mandar dados em HTML ao programa CGI através da entrada padrão. Outros dados como a URL ou o cabeçalho HTTP são apresentados como variáveis de ambiente.
O CGI foi concebido nos primórdios da Internet, entre os seguintes especialistas: Rob McCool, John Franks, Ari Luotonen, George Phillips e Tony Sanders. 
Embora a linguagem tipicamente associada aos CGI seja o Perl, o CGI foi concebido de forma a ser independente da linguagem utilizada. Atualmente tecnologias como ASP.NET, PHP, Python e Ruby utilizam a especificação.